# Scionomia anomala
Scionomia anomala là một loài bướm đêm trong họ Geometridae.